# Hienodonte
Hienodonte (Hyaenodon, "dente de hiena") é um gênero extinto de Hyaenodontes, um grupo de Creodontes carnívoros da família Hyaenodontidae, endêmicos em todos os continentes exceto América do Sul, Austrália e Antártida. Surgiu no final do Eoceno há 41 Ma, existindo até durante o Oligoceno, há 21 milhões de anos.

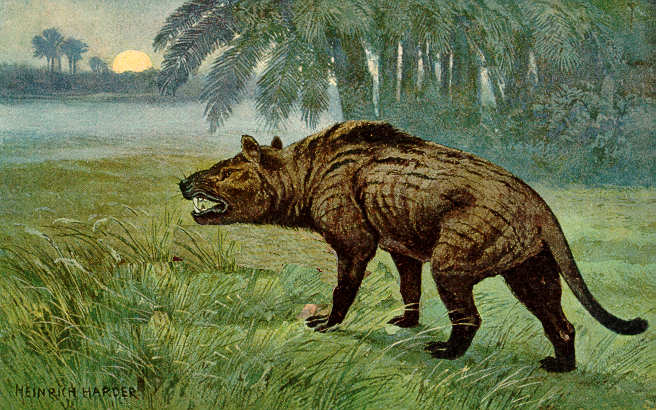
Reconstrução por Heinrich Harder, c.1920.